# Darren Philip Ward
Darren Philip Ward (Londra, 13 settembre 1978) è un ex calciatore inglese, di ruoo difensore.